# Henry Baker Tristram

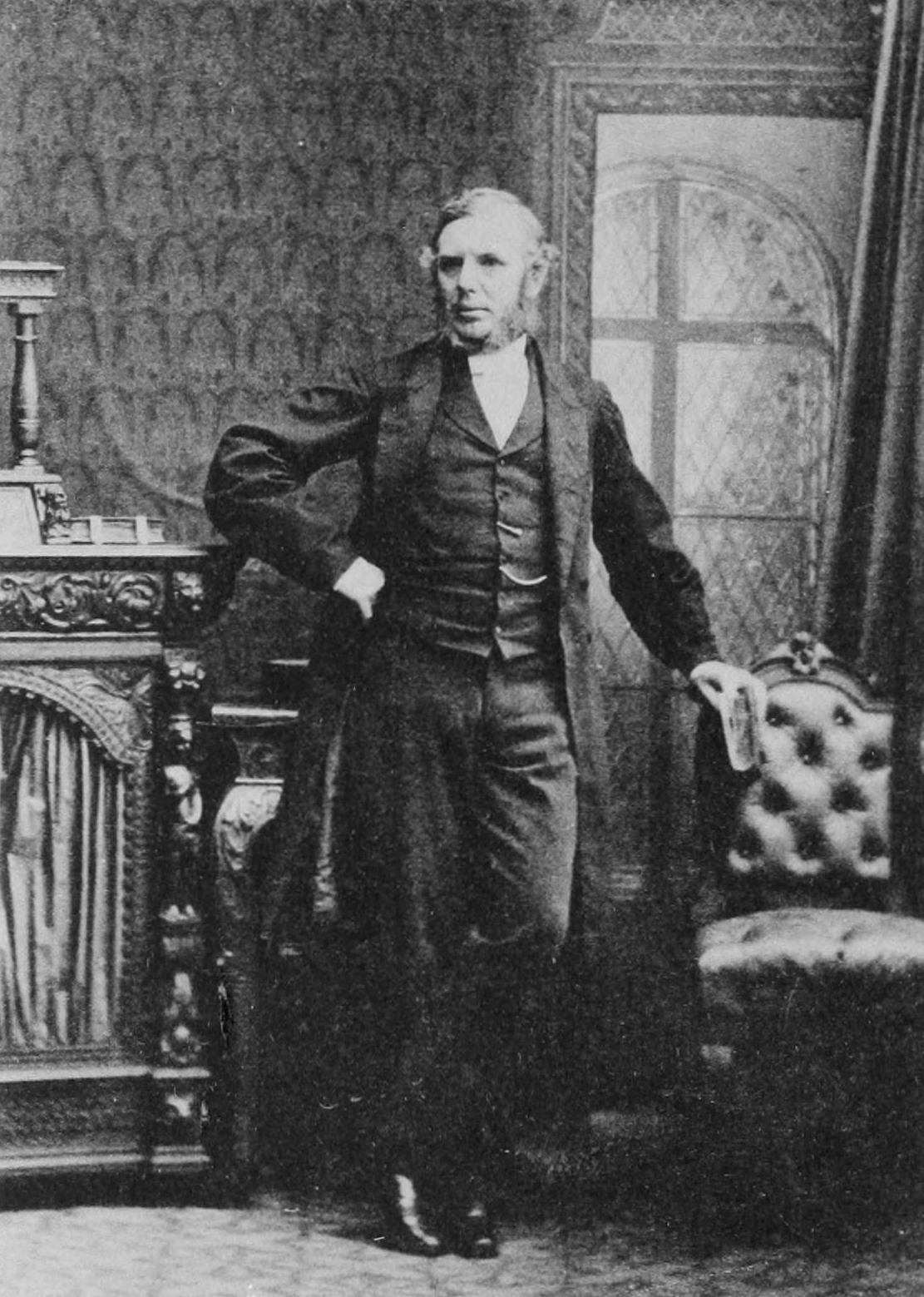
Henry Baker Tristram (1908)

Reverend Henry Baker Tristram FRS (* 11. Mai 1822; † 8. März 1906) war ein englischer Geistlicher, Bibelgelehrter, Reisender und Ornithologe.
Tristram wurde in der Pfarrei Eglingham, in der Nähe von Alnwick, Northumberland, geboren und studierte an der Durham School sowie am Lincoln College in Oxford. 1846 wurde er zum Priester geweiht. Da er an Tuberkulose litt, war er gezwungen, seiner Gesundheit zuliebe im Ausland zu leben. So war er von 1847 bis 1849 Sekretär des Gouverneurs von Bermuda. Er erforschte die Sahara und besuchte 1858 Palästina. 1863 und 1872 kehrte er dorthin zurück und teilte seine Zeit zwischen naturkundlichen Beobachtungen und der Identifikation biblischer Orte auf. 1873 wurde er Domherr der Durham Cathedral. 1881 reiste er erneut nach Palästina, den Libanon, Mesopotamien und Armenien. Eine Reise nach Japan unternahm er, um dort seine Tochter Katherine Tristram zu besuchen, die Missionarin in Osaka war.
Tristram war ein Mitbegründer der British Ornithologists’ Union und 1868 wurde er Mitglied der Royal Society. Seine Reisen und Kontakte ermöglichten es ihm, eine umfangreiche Sammlung  von Vogelbälgen zusammenzutragen, die er später an das World Museum Liverpool verkaufte.
Zu Tristrams Publikationen zählen die Werke: The Great Sahara (1860), The Land of Israel, a Journal of Travels with Reference to Its Physical History (1865), The Natural History of the Bible (1867), The Daughters of Syria (1872), Land of Moab (1874), Pathways of Palestine (1882), The Fauna and Flora of Palestine (1884), Eastern Customs in Bible Lands (1894) und Rambles in Japan (1895).
Eine Reihe von Vogelarten wurde nach ihm benannt, darunter der Tristramwellenläufer, Tristrams Specht, der Tristramstar, die Tristramammer und der Tristram-Mistelfresser, sowie die nahöstliche Buntbarschgattung Tristramella. Selbst publizierte er wissenschaftliche Erstbeschreibungen von Vogelarten, wie der Seychellen-Zwergohreule, der Schuppengrasmücke und des Moabsperlings.

## Bücher
- The Great Sahara: Wanderings South of the Atlas Mountains. John Murray, London 1860 Archive
- A Winter Ride in Palestine. 1864.
- The Land of Israel; A Journal of Travels with Special Reference to Its Physical History. London 1865 Archive
- The Topography of the Holy Land. London 1871.
- The Daughters of Syria. A narrative of efforts by the late Mrs. Bowen Thompson for the evangelization of the Syrian females. London 1872.
- The Land of Moab. Travels and Discoveries on the East Side of the Dead Sea and the Jordan. New York 1873 Archive
- Pathways of Palestine. 1882
- The Survey of Western Palestine. The Fauna and Flora of Palestine. London 1885 Archive
- Catalogue of a collection of Birds belonging to H. B. Tristram. Durham 1889 Archive
- Eastern Customs in Bible lands. Hodder and Stoughton, London 1894. Archive
- A Visit to Bashan and Argob. London 1895.
- Rambles in Japan. The Land of the Rising Sun. Fleming H. Revell Company, New York, Chicago, Toronto 1895 Archive
- Chapters in Natural History. London 1927.